# Creney-près-Troyes
Creney-près-Troyes is een gemeente in het Franse departement Aube (regio Grand Est). De plaats maakt deel uit van het arrondissement Troyes. Creney-près-Troyes telde op 1 januari 2022 1.996 inwoners.

## Geografie
De oppervlakte van Creney-près-Troyes bedroeg op 1 januari 2022 15,76 vierkante kilometer; de bevolkingsdichtheid was toen 126,6 inwoners per km².
De onderstaande kaart toont de ligging van Creney-près-Troyes met de belangrijkste infrastructuur en aangrenzende gemeenten.

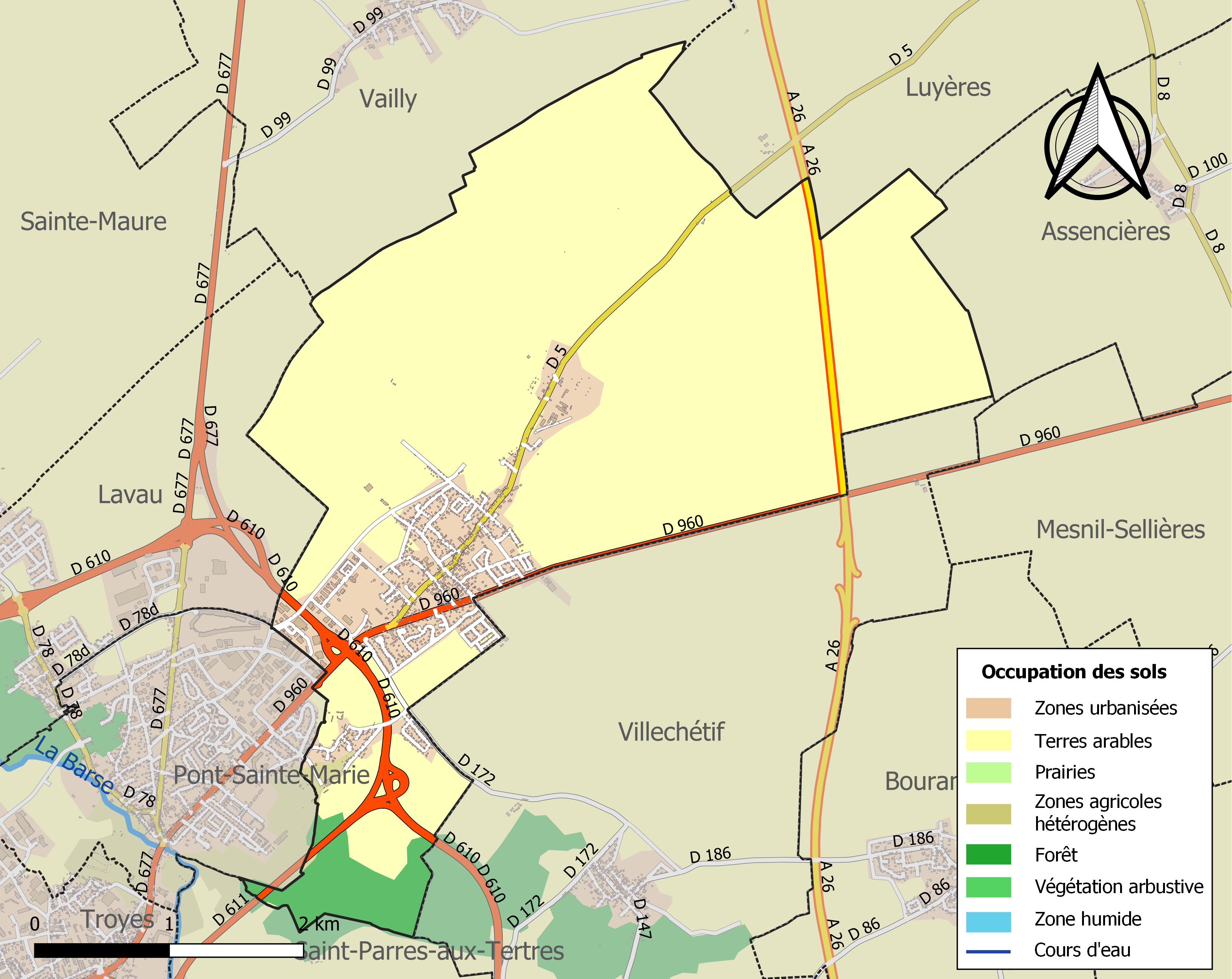

## Demografie
Onderstaande figuur toont het verloop van het inwonertal (bron: INSEE-tellingen).

Vanwege een beveiligingsprobleem met de MediaWiki Graph-software is het momenteel niet mogelijk deze grafiek weer te geven. Zodra de software is bijgewerkt zal de grafiek vanzelf weer zichtbaar worden.